# کلایو استیل
کلایو استیل (انگلیسی: Clive Steele; ۳۰ سپتامبر ۱۸۹۲ – ۵ اوت ۱۹۵۵) فرد نظامی اهل استرالیا بود. وی همچنین برندهٔ جوایزی همچون نشان امپراتوری بریتانیا شده‌است.